# Phrurolithus camawhitae
Phrurolithus camawhitae là một loài nhện trong họ Phrurolithidae.
Loài này thuộc chi Phrurolithus. Phrurolithus camawhitae được Willis J. Gertsch miêu tả năm 1935.